# Lotus 49
Lotus 49 — гоночный автомобиль Формулы-1 команды Lotus, выступавший с 1967 по 1970 год.

## История

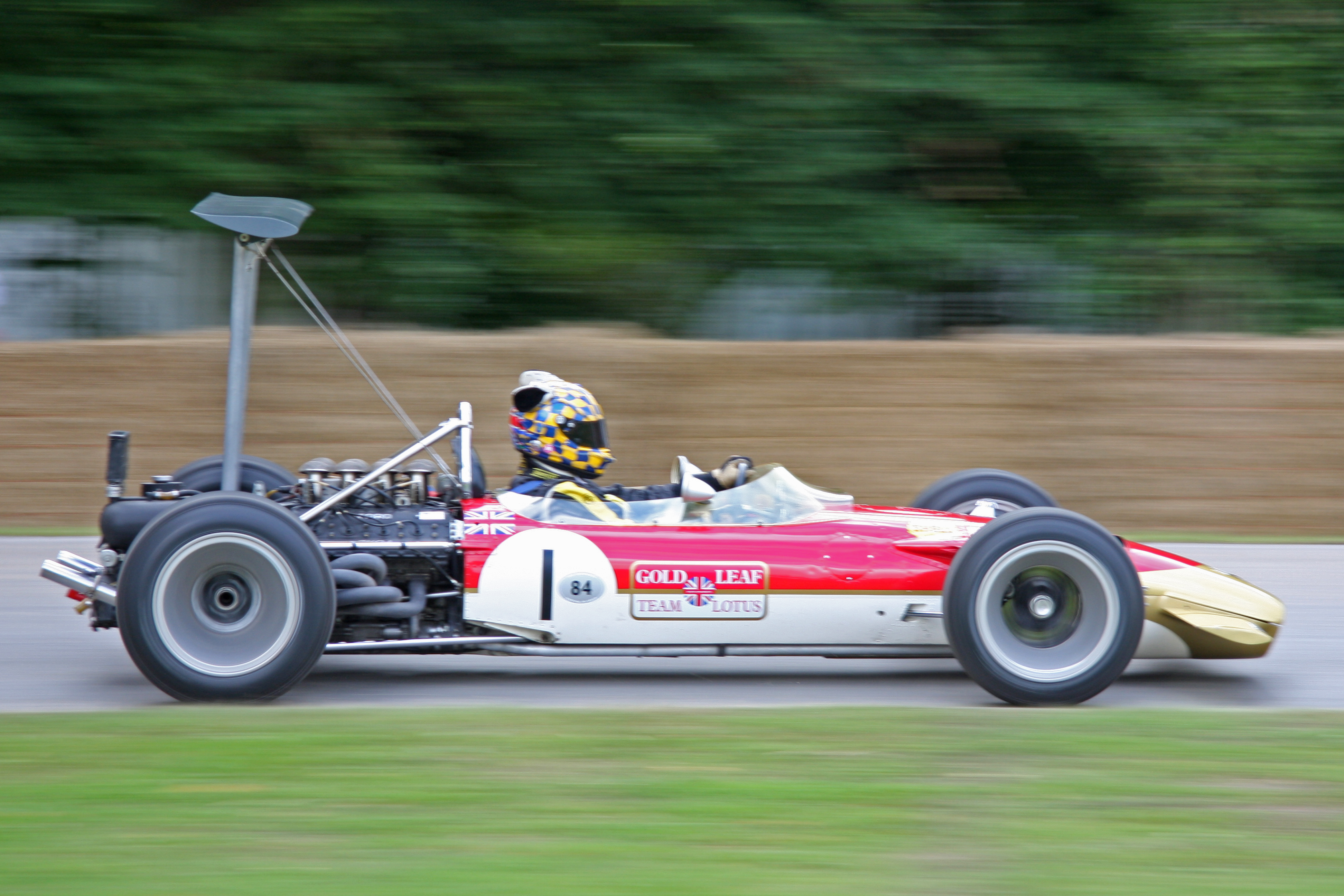
Lotus 49B с задним антикрылом на длинных стойках

Автомобиль имел ряд новаторских решений в конструкции и довольно успешно выступал в гонках на протяжении четырёх лет. В сезоне 1968 машина позволила Грэму Хиллу стать Чемпионом мира, а команде — завоевать Кубок конструкторов.